# Löwenbrunnen (Lwówek Śląski)

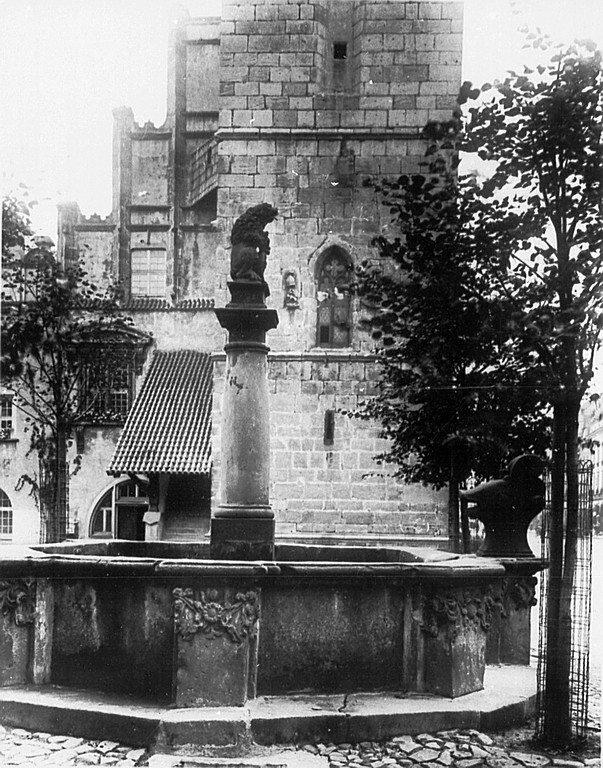
Der Löwenbrunnen auf einem historischen Bild

Der Löwenbrunnen in Lwówek Śląski (Löwenberg in Schlesien) ist einer von vier Brunnen in der Stadt. Er stammt aus dem frühen 18. Jahrhundert und steht auf dem Obermarkt, dem Plac Wolności.

## Beschreibung und Geschichte
Der Brunnen aus Sandstein wurde durch den damaligen Bürgermeister Franz Ferdinand Herbst gestiftet und 1711 aufgestellt und 1772 umgestaltet. In einem achteckigen Wasserbecken aus Stein auf einem achteckigen Fundament befindet sich eine Säule. Auf dieser steht eine aufrecht stehende steinerne Löwenskulptur, das Wappentier und Symbol der Stadt, die ein Wappenschild mit dem Wappen der Stadt in den Pfoten hält. Zudem dient der Löwe auch als Wasserspeier. An jeder Ecke des Beckens befindet sich ein Pfeiler mit verschiedenen Ornamenten. An einer Ecke des Wasserbeckens steht ein stilisierter Delfinkopf zwischen Wellen aus Stein als Wasserspeier. Dieser wurde 1772 ergänzt. Anfang des 21. Jahrhunderts wurde der Original-Löwe abgenommen und durch eine Kopie ersetzt. Das Original wurde in das Museum im Rathaus gebracht.
Vom 1. Januar 2010 bis zum 30. November 2010 wurde der Löwenbrunnen umfangreich saniert.